# Cầu Kanmon
Cầu Kanmon (関門橋 (Quan Môn kiều) Kanmon-kyou) là một cây cầu dây võng nối giữa phường Moji, Kitakyūshū, Fukuoka trên đảo Kyushu với Shimonoseki, Yamaguchi trên đảo Honshu. Cây cầu này có chiều dài là 1.068 mét và cao khoảng 61 mét so với mặt biển và nhịp chính cao 712 mét. Phần tháp của cây cầu cao 140,8 mét. Cây cầu này có 6 làn xe và mỗi bên có 3 làn, chiều rộng là 26 mét.

## Lịch sử

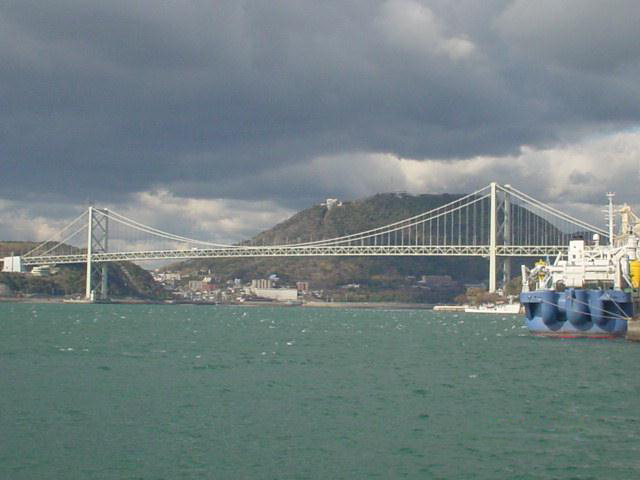
Cây cầu nhìn từ xa

Trước kia, lưu lượng giao thông ở Hầm đường bộ Kanmon gia tăng nên việc ùn tắc là không thể tránh khỏi. Để giải quyết ổn thỏa việc này, chính quyền đã  tiến hành việc xây dựng cầu. Sau đó, vào tháng 6 năm 1968, cây cầu đã được khởi công xây dựng. Sau 5 năm xây dựng, công trình xây dựng cầu Kanmon đã hoàn thành vào ngày 14 tháng 11 năm 1973. Ngoài mục đích giảm ùn tắc giao thông của Hầm đường bộ Kanmon, nó còn nối Đường cao tốc Chūgoku và Đường cao tốc Kyushu. Sau khi đưa vào sử dụng, lưu lượng giao thông đạt 3,92 triệu chiếc trong một năm và khoảng 40.000 chiếc mỗi ngày tính đến năm 2010.

## Cây cầu thắp sáng đèn
Vào ban đêm, cây cầu sẽ luôn lung linh với ánh đèn từ phần đèn trang trí của cầu. Cây cầu cũng sẽ có một buổi trình diễn ánh sáng tuyệt đẹp vào thời khắc giao thừa đón năm mới.